# Donatkowice (gromada)
Donatkowice – dawna gromada, czyli najmniejsza jednostka podziału terytorialnego Polskiej Rzeczypospolitej Ludowej w latach 1954–1972.
Gromady, z gromadzkimi radami narodowymi (GRN) jako organami władzy najniższego stopnia na wsi, funkcjonowały od reformy reorganizującej administrację wiejską przeprowadzonej jesienią 1954 do momentu ich zniesienia z dniem 1 stycznia 1973, tym samym wypierając organizację gminną w latach 1954–1972.
Gromadę Donatkowice z siedzibą GRN w Donatkowicach utworzono – jako jedną z 8759 gromad na obszarze Polski – w powiecie pińczowskim w woj. kieleckim, na mocy uchwały nr 13h/54 WRN w Kielcach z dnia 29 września 1954. W skład jednostki weszły obszary dotychczasowych gromad Donatkowice, Gorzków, Plechów i Zysławice ze zniesionej gminy Dobiesławice oraz Wojsławice ze zniesionej gminy Nagórzany w tymże powiecie. Dla gromady ustalono 23 członków gromadzkiej rady narodowej.
1 stycznia 1956 gromada weszła w skład nowo utworzonego powiatu kazimierskiego w tymże województwie.
1 stycznia 1966 do gromady Donatkowice przyłączono wieś Łyczaków z gromady Stradlice oraz przysiółek Łyczaków z gromady Wielgus.
Gromada przetrwała do końca 1972 roku, czyli do kolejnej reformy gminnej.